# Ниедолс, Алфред
Алфред Ниедолс (латыш. Alfrēds Niedols; 12 ноября 1929, Медзская волость, Гробинский край, Латвия — 12 февраля 2017) — советский и латвийский фотограф и фотохудожник, победитель республиканских и местных фотоконкурсов.

## Биография
С 1944 по 1950 год работал в семейном приусадебном хозяйстве и колхозе «Dzintars». В 1950 году был призван в Советскую армию. С 1953 по 1985 год работал металлургом, позже начальником смены, на лиепайском заводе «Красный металлург».
Первая выставка Ниедолса прошла в 1958 году. С 1965 — фотохудожник Лиепайской народной фотостудии. Участник многих фотовыставок, в том числе пяти персональных в Лиепае (1979, 1999, 2004, 2010) и Риги (2014, «Мои фоторассказы»). Работы Ниедолса опубликованы во многих книгах и альбомах.

## Награды и звания
В 2004 году награждён памятным знаком участника Баррикад.

## Семья
Был женат на фотографе Элге Ниедоле.